# San-Giovanni-di-Moriani
San-Giovanni-di-Moriani (korsisch San Ghjuvanni di Moriani; italienisch San Giovanni di Moriani) ist eine Gemeinde auf der französischen Insel Korsika. Sie gehört zur Region Korsika, zum Département Haute-Corse, zum Arrondissement Corte und zum Kanton Castagniccia. Das Dorfzentrum liegt in der Castagniccia auf ungefähr 560 Metern über dem Meeresspiegel. Nachbargemeinden sind Velone-Orneto im Norden, Santa-Lucia-di-Moriani im Nordosten, San-Nicolao im Osten, Santa-Maria-Poggio im Südosten, Santa-Reparata-di-Moriani im Süden, Valle-d’Orezza und Parata im Südwesten, Monacia-d’Orezza im Westen sowie Piazzole und San-Damiano im Nordwesten.

## Bevölkerungsentwicklung

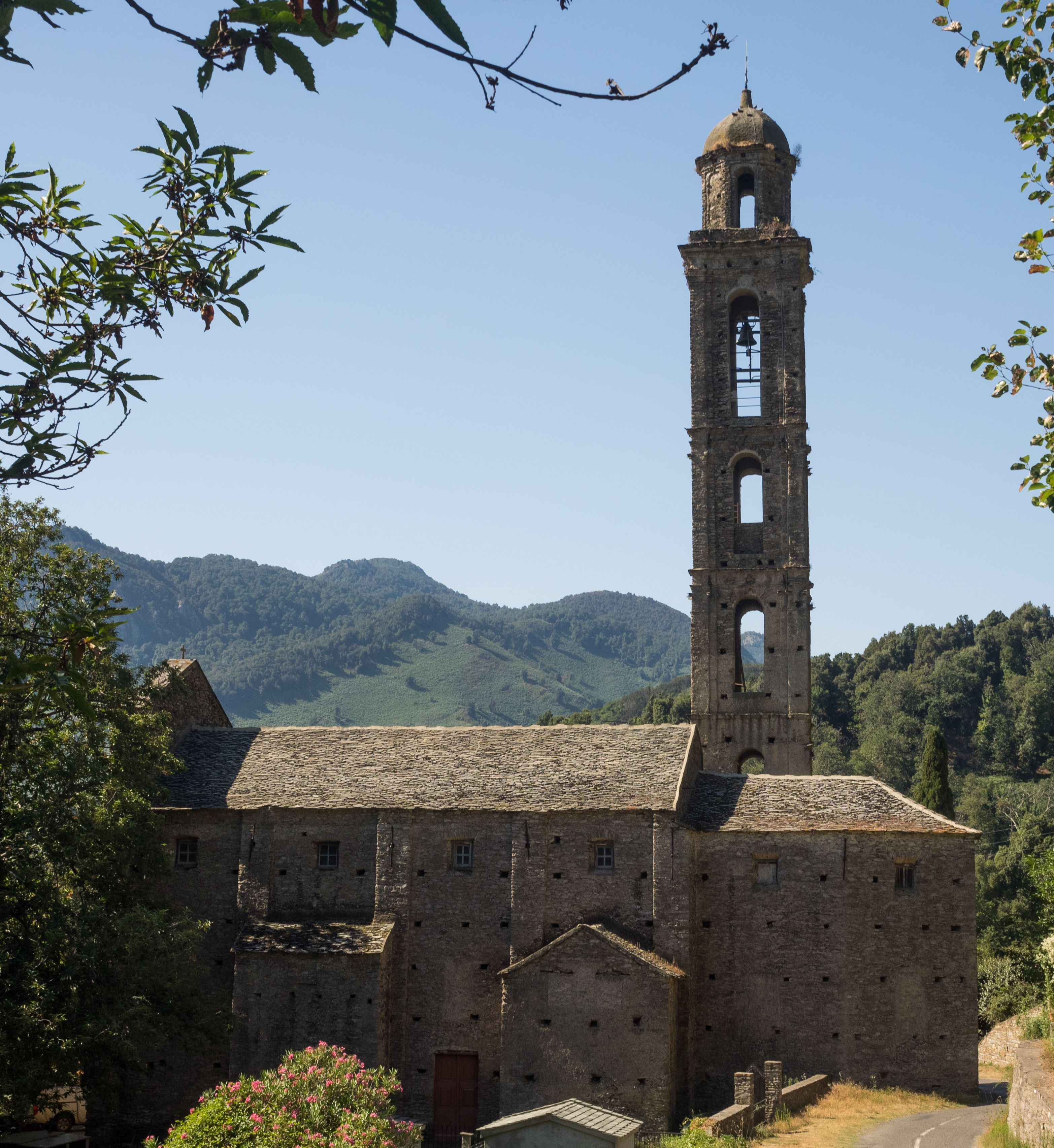
Kirche St. Johannes

| Jahr      | 1962 | 1968 | 1975 | 1982 | 1990 | 1999 | 2008 | 2012 |
| --------- | ---- | ---- | ---- | ---- | ---- | ---- | ---- | ---- |
| Einwohner | 206  | 157  | 112  | 75   | 73   | 85   | 106  | 91   |